# Flugunfall der Taiwan Airlines bei Hualien
Der Flugunfall der Taiwan Airlines bei Hualien ereignete sich am 13. Juni 1981. An diesem Tag stürzte eine Britten-Norman BN-2A-8 Islander, mit der ein Inlandslinienflug der taiwanesischen Regionalfluggesellschaft Taiwan Airlines von Taitung nach Taipeh mit einem Zwischenstopp in Hualien durchgeführt wurde, wenige Minuten nach dem Start zum zweiten Flugabschnitt ab. Bei dem Unfall kamen beide Insassen der Maschine ums Leben.

## Flugzeug
Bei der betroffenen Maschine handelte es sich um eine 1977 gebaute Britten-Norman BN-2A-8 Islander mit der Werknummer 2007. Der Erstflug der Maschine war am 21. November 1973 mit dem Testkennzeichen G-BBFG erfolgt, 1974 erhielt Heli-Orient die Maschine und ließ sie mit dem Kennzeichen 9M-ATN zu. Im Jahr 1975 wurde die Maschine an die Taiwan Airlines ausgeliefert, die sie mit dem Luftfahrzeugkennzeichen B-11108 zuließ. Das zweimotorige Zubringerflugzeug war mit zwei Flugmotoren des Typs Lycoming O-540-E4C5 ausgestattet.

## Passagiere und Besatzung
Auf dem zweiten Abschnitt des Inlandslinienfluges befanden sich lediglich zwei Besatzungsmitglieder an Bord der Maschine.

## Unfallhergang
Der Flug wurde während eines Taifuns durchgeführt. Nachdem die Maschine nach einem Zwischenstopp in Hualien gestartet war, kam sie während des Steigflugs in schwere Turbulenzen. Die Piloten verloren dabei die Kontrolle über die Maschine, die schließlich zu Boden stürzte und an einer oberhalb eines Waldes gelegenen Klippe zerschellte, wobei beide Insassen getötet wurden. Der Absturzort befand sich 12 Kilometer nordwestlich von Hualien.